# مجید گرجیان
مجید گرجیان (زاده ۱۳ آذر ۱۳۵۶ همدان)، مدیر فیلم‌برداری سینمای ایران است. وی عضو «انجمن مدیران فیلمبرداری سینمای ایران» و انجمن فیلم کوتاه ایران است.

## فیلم‌شناسی

### مدیر فیلمبرداری
- هناس (۱۴۰۰)
- پریسان (۱۴۰۰)
- فصل آلوچه‌های سبز (۱۳۹۹)
- یقه سفیدها (۱۳۹۹)
- لب خط (۱۳۹۹)
- منصور (۱۳۹۸)
- گورکن (۱۳۹۸)[۳][۴][۵]
- تکنوازی روی یخ‌های شناور (۱۳۹۸)
- موج کوتاه (۱۳۹۸)
- فقر آهن (۱۳۹۷)
- تعارض (فیلم) (۱۳۹۷)[۶]
- برگ جان (۱۳۹۵)
- بی‌صدا (۱۳۹۵)
- کوپال (۱۳۹۵)[۷]
- پریدن از ارتفاع کم (۱۳۹۳)
- داره صبح میشه (۱۳۹۳)
- روز مبادا (۱۳۹۳)
- شکاف (۱۳۹۳)
- نیمرخ‌ها (۱۳۹۳)
- سرالقواریر (۱۳۹۱)
- گس (۱۳۹۱)

## جوایز
- جایزه بهترین فیلمبرداری از «ششمین جشنوارهٔ بین‌المللی فیلم ریل تایم نیجریه» برای فیلم سینمایی گورکن به کارگردانی کاظم ملایی (ژوئیه ۲۰۲۱)[۸]
- جایزه ویژه بهترین فیلمبرداری از «پنجاه و یکمین جشنواره فوتوگرامای ایتالیا» برای فیلم کوتاه موج کوتاه (ژوئن ۲۰۱۹)[۹]
- جایزه بهترین فیلمبرداری از «چهارمین جشنوارهٔ بین‌المللی بانکوک تای تایلند» برای فیلم سینمایی کوپال به کارگردانی کاظم ملایی (اکتبر ۲۰۱۸)[۱۰]
- برگزیدهٔ بهترین فیلمبرداری از «سومین جشنوارهٔ بین‌المللی فیلم ریل تایم نیجریه» برای فیلم سینمایی کوپال (ژوئن ۲۰۱۸)[۱۱][۱۲]
- نامزد دریافت جایزه بهترین فیلمبرداری از «دوازدهمین جشنوارهٔ بین‌المللی فیلم همیلتون کانادا» برای فیلم سینمایی کوپال (نوامبر ۲۰۱۷)[۱۳]